# Liste der Baudenkmäler in Bedburg
Die Liste der Baudenkmäler in Bedburg enthält die denkmalgeschützten Bauwerke auf dem Gebiet der Stadt Bedburg im Rhein-Erft-Kreis in Nordrhein-Westfalen (Stand: Januar 2021). Diese Baudenkmäler sind in der Denkmalliste der Stadt Bedburg eingetragen; Grundlage für die Aufnahme ist das Denkmalschutzgesetz Nordrhein-Westfalen (DSchG NRW).

| Bild           | Bezeichnung                                              | Lage                                                 | Beschreibung                   | Bauzeit | Eingetragen seit | Denkmal- nummer |
| -------------- | -------------------------------------------------------- | ---------------------------------------------------- | ------------------------------ | ------- | ---------------- | --------------- |
| weitere Bilder | Hahnsches Wegekreuz                                      | Kirchherten Am alten Kirchhof 103 Karte              |                                |         |                  | 103             |
| weitere Bilder | Classenhof                                               | Kleintroisdorf Am Anger 8 Karte                      |                                |         |                  | 33              |
| weitere Bilder | Vierkanthof                                              | Kleintroisdorf Am Anger 32 Karte                     |                                |         |                  | 34              |
| weitere Bilder | Vierkanthof                                              | Pütz Auf dem Mertesberg 2 Karte                      |                                |         |                  | 35              |
| weitere Bilder | Backsteinwohnhaus                                        | Bedburg Bergheimer Straße 2 Karte                    |                                |         |                  | 37              |
| weitere Bilder | Wohnhaus                                                 | Bedburg Bergheimer Straße 7 Karte                    |                                |         |                  | 102             |
| weitere Bilder | Evangelische Hauskirche Kirchherten                      | Kirchherten Breite Straße 21, 23 Karte               |                                |         |                  | 20              |
| weitere Bilder | Banneux Kapelle (Marienkapelle aus Epprath)              | Kaster Burgundische Straße 5 Karte                   |                                |         |                  | 111             |
| weitere Bilder | Fachwerkhaus                                             | Grottenherten Butterstraße 3 Karte                   |                                |         |                  | 39              |
| weitere Bilder | Gutshof                                                  | Millendorf Erkelenzer Straße 127 Karte               |                                |         |                  | 40              |
| weitere Bilder | Gutshof / Rixenhof                                       | Millendorf Erkelenzer Straße 128 Karte               |                                |         |                  | 41              |
| weitere Bilder | Vierkanthof                                              | Millendorf Erkelenzer Straße 138 Karte               |                                |         |                  | 42              |
| weitere Bilder | Ivenhof                                                  | Millendorf Erkelenzer Straße 160 Karte               |                                |         |                  | 93              |
| weitere Bilder | Gut Etgendorf                                            | Kirchtroisdorf Etgendorfer Acker Karte               |                                |         |                  | 17              |
| weitere Bilder | Katholische Pfarrkirche Sankt Lucia Rath                 | Rath Friedensstraße Karte                            |                                |         |                  | 101             |
| weitere Bilder | Zenshof                                                  | Rath Friedensstraße 39 Karte                         |                                |         |                  | 43              |
| weitere Bilder | Schopenhof                                               | Rath Friedensstraße 52 Karte                         |                                |         |                  | 79              |
| weitere Bilder | Grabmal der Familie von Meer                             | Kirchherten Friedhof Kirchherten an Zaunstraße Karte |                                |         |                  | 109             |
| weitere Bilder | Wohnhaus                                                 | Bedburg Friedrich-Wilhelm-Str. 46 Karte              |                                |         |                  | 112             |
| weitere Bilder | Reste der historischen Bedburger Stadtmauer              | Bedburg Friedrich-Wilhelm-Straße 13, 14 Karte        |                                |         |                  | 94              |
| weitere Bilder | Wohn- und Geschäftshaus                                  | Bedburg Friedrich-Wilhelm-Straße 2 Karte             |                                |         |                  | 44              |
| weitere Bilder | Wohnhaus                                                 | Bedburg Friedrich-Wilhelm-Straße 27 Karte            |                                |         |                  | 46              |
| weitere Bilder | Wohnhaus                                                 | Bedburg Friedrich-Wilhelm-Straße 37 Karte            |                                |         |                  | 47              |
| weitere Bilder | Wohnhaus                                                 | Bedburg Friedrich-Wilhelm-Straße 4 Karte             |                                |         |                  | 45              |
| weitere Bilder | Haus Schwinges                                           | Bedburg Friedrich-Wilhelm-Straße 41 Karte            |                                |         |                  | 9               |
| weitere Bilder | Wohn- und Geschäftshaus                                  | Bedburg Friedrich-Wilhelm-Straße 42 Karte            |                                |         |                  | 10              |
| weitere Bilder | Rathaus                                                  | Bedburg Friedrich-Wilhelm-Straße 43 Karte            |                                |         |                  | 38              |
| weitere Bilder | Gut Gommershoven                                         | Rath Gommershoven Karte                              |                                |         |                  | 29              |
| weitere Bilder | Wohnhaus                                                 | Bedburg Graf-Salm-Straße 26 Karte                    |                                |         |                  | 50              |
| weitere Bilder | Wohn- und Bürohaus                                       | Bedburg Graf-Salm-Straße 31 Karte                    |                                |         |                  | 51              |
| weitere Bilder | Wohnhaus                                                 | Bedburg Graf-Salm-Straße 31 Karte                    |                                |         |                  | 113             |
| weitere Bilder | Wohnhaus                                                 | Bedburg Graf-Salm-Straße 33 Karte                    |                                |         |                  | 90              |
| weitere Bilder | Wohnhaus                                                 | Bedburg Graf-Salm-Straße 33a Karte                   |                                |         |                  | 91              |
| weitere Bilder | Schloss Bedburg mit Schloßkapelle                        | Bedburg Graf-Salm-Straße 34, 36, 36a Karte           | Schlosskapelle 2011 abgerissen |         |                  | 1               |
| weitere Bilder | Wohnhaus                                                 | Bedburg Graf-Salm-Straße 37 Karte                    |                                |         |                  | 52              |
| weitere Bilder | Alte Windmühle                                           | Grottenherten Grottenhertener Mühle Karte            |                                |         |                  | 3               |
| weitere Bilder | Gut Hohenholz                                            | Königshoven Gut Hohenholz Karte                      |                                |         |                  | 57              |
| weitere Bilder | Hahnerhof                                                | Kirchherten Hahnerhof Karte                          |                                |         |                  | 107             |
| weitere Bilder | Wohnhaus, Alt-Kaster                                     | Kaster Hauptstraße 1 Karte                           |                                |         |                  | 104             |
| weitere Bilder | Wohnhaus, Alt-Kaster                                     | Kaster Hauptstraße 2 Karte                           |                                |         |                  | 48              |
| weitere Bilder | Danielshof, Alt-Kaster                                   | Kaster Hauptstraße 3a, 3c, 3d Karte                  |                                |         |                  | 2               |
| weitere Bilder | Hofanlage "von Meer", Alt-Kaster incl. Kreuzigungsgruppe | Kaster Hauptstraße 6 Karte                           |                                |         |                  | 12              |
| weitere Bilder | Bauernhof, Alt-Kaster                                    | Kaster Hauptstraße 7 Karte                           |                                |         |                  | 54              |
| weitere Bilder | Böker-Hof, Alt-Kaster                                    | Kaster Hauptstraße 10 Karte                          |                                |         |                  | 13              |
| weitere Bilder | Wohnhaus, Alt-Kaster                                     | Kaster Hauptstraße 19 Karte                          |                                |         |                  | 106             |
| weitere Bilder | Wohnhaus, Alt-Kaster                                     | Kaster Hauptstraße 20 Karte                          |                                |         |                  | 30              |
| weitere Bilder | Wohnhaus, Alt-Kaster                                     | Kaster Hauptstraße 21 Karte                          |                                |         |                  | 19              |
| weitere Bilder | Wohnhaus, Alt-Kaster                                     | Kaster Hauptstraße 24 Karte                          |                                |         |                  | 83              |
| weitere Bilder | Erfttor, Alt-Kaster                                      | Kaster Hauptstraße 24 Karte                          |                                |         |                  | 96              |
| weitere Bilder | Alte Mühle, Alt-Kaster                                   | Kaster Hauptstraße 25 Karte                          |                                |         |                  | 6 Wikidata      |
| weitere Bilder | Alte Schule, Alt-Kaster                                  | Kaster Hauptstraße 45, 45a Karte                     |                                |         |                  | 16              |
| weitere Bilder | Gaststätte "Zum Alten Rathaus",Alt-Kaster                | Kaster Hauptstraße 46 Karte                          |                                |         |                  | 18              |
| weitere Bilder | Wohnhaus                                                 | Kaster Hauptstraße 48 Karte                          |                                |         |                  | 115             |
| weitere Bilder | Hofanlage, Alt-Kaster                                    | Kaster Hauptstraße 76 Karte                          |                                |         |                  | 105             |
| weitere Bilder | Wohnhaus, Alt-Kaster                                     | Kaster Hauptstraße 77 Karte                          |                                |         |                  | 21              |
| weitere Bilder | Agathator, Alt-Kaster                                    | Kaster Hauptstraße 80 Karte                          |                                |         |                  | 95              |
| weitere Bilder | Gutshof                                                  | Pütz Hochstraße 2, 4 Karte                           |                                |         |                  | 56              |
| weitere Bilder | Nepomuk-Kapelle + Ehrenmal                               | Pütz Hochstraße 8 Karte                              |                                |         |                  | 55              |
| weitere Bilder | Gut Kaiskorb (keine Akte)                                | Kirchherten Kaiskorb Karte                           |                                |         |                  | 58              |
| weitere Bilder | Vierkanthof                                              | Grottenherten Kalrather Straße 21 Karte              |                                |         |                  | 59              |
| weitere Bilder | Vierkanthof                                              | Grottenherten Kalrather Straße 33 Karte              |                                |         |                  | 36              |
| weitere Bilder | Kapelle                                                  | Grottenherten Kapellenweg 7 Karte                    |                                |         |                  | 60              |
| weitere Bilder | Fachwerkhaus                                             | Pütz Kasterer Straße 15 Karte                        |                                |         |                  | 61              |
| weitere Bilder | Wohnhaus, Alt-Kaster                                     | Kaster Kirchstraße 28 Karte                          |                                |         |                  | 4               |
| weitere Bilder | Wohnhaus, Alt-Kaster                                     | Kaster Kirchstraße 29 Karte                          |                                |         |                  | 63              |
| weitere Bilder | Wohnhaus, Alt-Kaster                                     | Kaster Kirchstraße 35 Karte                          |                                |         |                  | 64              |
| weitere Bilder | Alte Kellnerei, Alt-Kaster                               | Kaster Kirchstraße 37 Karte                          |                                |         |                  | 25              |
| weitere Bilder | Vogthaus, Alt-Kaster                                     | Kaster Kirchstraße 38 Karte                          |                                |         |                  | 15              |
| weitere Bilder | Wohnhaus, Alt-Kaster                                     | Kaster Kirchstraße 39 Karte                          |                                |         |                  | 65              |
| weitere Bilder | Altes Pfarrhaus, Alt-Kaster                              | Kaster Kirchstraße 42 Karte                          |                                |         |                  | 23              |
| weitere Bilder | Sankt-Georg-Kirche, Alt-Kaster                           | Kaster Kirchstraße 43 Karte                          |                                |         |                  | 62              |
| weitere Bilder | Jüdischer Friedhof                                       | Bedburg Kölner Straße Karte                          |                                |         |                  | 97              |
| weitere Bilder | Friedhof Kölner Straße                                   | Bedburg Kölner Straße Karte                          |                                |         |                  | 110             |
| weitere Bilder | Wohnhaus                                                 | Bedburg Kölner Straße 29 Karte                       |                                |         |                  | 28              |
| weitere Bilder | Doppel-Wohnhaus                                          | Bedburg Kölner Straße 31 Karte                       |                                |         |                  | 66              |
| weitere Bilder | Doppel-Wohnhaus                                          | Bedburg Kölner Straße 32 Karte                       |                                |         |                  | 67              |
| weitere Bilder | Schulgebäude - Grundschule                               | Bedburg Kölner Straße 34, 35 Karte                   |                                |         |                  | 53              |
| weitere Bilder | Kapelle                                                  | Blerichen Kolpingstraße 26 Karte                     |                                |         |                  | 49              |
| weitere Bilder | Vierkanthof                                              | Blerichen Kolpingstraße 26 Karte                     |                                |         |                  | 69              |
| weitere Bilder | Wohnhaus                                                 | Kirchherten Lamersend 17 Karte                       |                                |         |                  | 22              |
| weitere Bilder | Vierkanthof                                              | Grottenherten Margarethenstraße 44 Karte             |                                |         |                  | 70              |
| weitere Bilder | Sankt-Lambertus-Kirche                                   | Bedburg Marktplatz 4 - 5 Karte                       |                                |         |                  | 71              |
| weitere Bilder | Gedenkstätten / Grabmäler                                | Bedburg Marktplatz 4 - 5 Karte                       |                                |         |                  | 72              |
| weitere Bilder | Pfarrhaus                                                | Bedburg Marktplatz 4 - 5 Karte                       |                                |         |                  | 73              |
| weitere Bilder | Geschäftshaus / Kiosk                                    | Bedburg Marktplatz 11 Karte                          |                                |         |                  | 74              |
| weitere Bilder | Wohnhaus                                                 | Bedburg Marktplatz 12 Karte                          |                                |         |                  | 75              |
| weitere Bilder | Wohnhaus                                                 | Pütz Nepomukstraße 2 Karte                           |                                |         |                  | 14              |
| weitere Bilder | Hummelshof mit Holzkreuz in Nische                       | Kleintroisdorf Oberembter Straße 14 Karte            |                                |         |                  | 76              |
| weitere Bilder | Alte Dorfschmiede                                        | Kleintroisdorf Oberembter Straße 22 Karte            |                                |         |                  | 27              |
| weitere Bilder | Kapitelshof mit Bilderstock                              | Kleintroisdorf Oberembter Straße 31 Karte            |                                |         |                  | 77              |
| weitere Bilder | Wohnhaus mit angrenzender Toreinfahrt                    | Kirchtroisdorf Pfarrer-Stein-Straße 25 Karte         |                                |         |                  | 92              |
| weitere Bilder | Vierkanthof / Marienhof                                  | Kirchtroisdorf Pfarrer-Stein-Straße 31 Karte         |                                |         |                  | 78              |
| weitere Bilder | Vierkanthof                                              | Kirchherten Pützer Straße 14 Karte                   |                                |         |                  | 114             |
| weitere Bilder | Rather Mühle                                             | Rath Rather Mühle 0 Karte                            |                                |         |                  | 68              |
| weitere Bilder | Haus Jansen - Hotel                                      | Kirchherten Sankt Martinus Straße 1 Karte            |                                |         |                  | 80              |
| weitere Bilder | Sankt Hubertuskapelle                                    | Millendorf Schunkenhof Karte                         |                                |         |                  | 7               |
| weitere Bilder | Wegekreuz an der Schützendelle                           | Kaster Schützendelle Karte                           |                                |         |                  | 108             |
| weitere Bilder | Kath. Pfarrkirche, Kirchtroisdorf                        | Kirchtroisdorf Schwarzer Weg 2 Karte                 |                                |         |                  | 24              |
| weitere Bilder | St.-Rochus-Kapelle                                       | Kaster St.-Rochus-Straße Karte                       |                                |         |                  | 100             |
| weitere Bilder | Katholische Pfarrkirche, Sankt-Ursula, Lipp              | Lipp St.-Ursula-Weg Karte                            |                                |         |                  | 11              |
| weitere Bilder | Wohnhaus                                                 | Kirdorf Theodor-Heuss-Straße 42 Karte                |                                |         |                  | 82              |
| weitere Bilder | Kirche, Alt-Sankt-Willibrordus                           | Kirdorf Theodor-Heuss-Straße 46 Karte                |                                |         |                  | 81              |
| weitere Bilder | Alte Vikarie, Alt-Kaster                                 | Kaster Vikariestraße 14 Karte                        |                                |         |                  | 32              |
| weitere Bilder | Wohnhaus, Alt-Kaster                                     | Kaster Vikariestraße 15 Karte                        |                                |         |                  | 5               |
| weitere Bilder | Wohnhaus, Alt-Kaster                                     | Kaster Wallstraße 53 Karte                           |                                |         |                  | 26              |
| weitere Bilder | Wohnhaus, Alt-Kaster                                     | Kaster Wallstraße 62 Karte                           |                                |         |                  | 8               |
| weitere Bilder | Wohnhaus, Alt-Kaster                                     | Kaster Wallstraße 63 Karte                           |                                |         |                  | 84              |
| weitere Bilder | Wohnhaus, Alt-Kaster                                     | Kaster Wallstraße 67 Karte                           |                                |         |                  | 31              |
| weitere Bilder | Vierkanthof                                              | Kirchherten Zaunstraße 31 Karte                      |                                |         |                  | 98              |
| weitere Bilder | Vierkanthof                                              | Kirchherten Zaunstraße 43, 45 Karte                  |                                |         |                  | 86              |
| weitere Bilder | Sankt Martinus Kirche                                    | Kirchherten Zaunstraße 58 Karte                      |                                |         |                  | 85              |
| weitere Bilder | Wohnhaus                                                 | Kirchherten Zaunstraße 79 Karte                      |                                |         |                  | 87              |
| weitere Bilder | Wohnhaus                                                 | Kirchherten Zaunstraße 87 Karte                      |                                |         |                  | 99              |
| weitere Bilder | Fachwerkhaus                                             | Kirchherten Zaunstraße 99 Karte                      |                                |         |                  | 88              |
| weitere Bilder | Vierkanthof "Gaulshof"                                   | Millendorf Zur Gaulshütte 37 Karte                   |                                |         |                  | 89              |